# Риттер, Герман
Герман Риттер (нем. Hermann Ritter; 16 сентября 1849, Висмар — 25 января 1926, Вюрцбург) — немецкий альтист, композитор, историк музыки и музыкальный конструктор.
Окончил Берлинскую академию музыки (1870), затем изучал историю в Гейдельбергском университете, одновременно руководя городским оркестром. С 1879 г. — профессор альта и музыкальной истории в Вюрцбургской консерватории.
Риттер наиболее известен как изобретатель музыкального инструмента, который он сам назвал итал. viola alta («высокий альт») — более крупного по размеру, чем альт, и более близкого по пропорциям и качеству звука к скрипке. В 1875 г. по проекту Риттера первые образцы инструмента изготовил вюрцбургский лютьер Карл Адам Хёрляйн (1829—1902). Гастролируя по Европе с этим инструментом и исполняя на нём как собственные сочинения, так и многочисленные переложения, Риттер заинтересовал возможностями «виолы альта» Рихарда Вагнера. В 1876 г. в ходе премьерного исполнения всей вагнеровской тетралогии в Байройте Риттер играл в оркестре на своём инструменте, а к 1889 г. в оркестре Байройтского фестиваля было уже пять исполнителей на «виоле альта». Среди других композиторов, заинтересовавшихся инструментом, был Феликс Дрезеке, написавший две сонаты для виолы альта и фортепиано. В 1905 г. Риттер основал в Вюрцбурге струнный квартет, в составе которого наряду с обычной скрипкой (Вальтер Шульце-Приска) и виолой альта использовались два новых спроектированных им инструмента: «виола теноре» (Эрнст Канбляй) и «виола басса» (Ганс Кнёхель). Одновременно аналогичный квартет был основан в Билефельде Трауготтом Оксом (примариус Ганс Ланге, «виола альта» Эрнст Раушенбах, «виола теноре» Эрих Окс).
Риттеру принадлежат транскрипции для виолы альта многочисленных скрипичных, фортепианных и вокальных сочинений в диапазоне от Алессандро Страделла до П. И. Чайковского, собственные камерные и вокальные произведения. Помимо множества книг об альте, выпустил ряд сочинений по истории музыки, включая шеститомную «Всеобщую иллюстрированную энциклопедию истории музыки» (нем. Allgemeine illustrierte Encyklopädie der Musikgeschichte; 1901—1902).